# Ілімське сільське поселення
Ілі́мське сільське поселення (рос. Илимское сельское поселение) — сільське поселення у складі Нерчинського району Забайкальського краю Росії.
Адміністративний центр та єдиний населений пункт — село Ілім.

## Населення
Населення сільського поселення становить 646 осіб (2019; 665 у 2010, 795 у 2002).